# Jack Hamilton (football)
Pour les articles homonymes, voir Hamilton.
Jack Hamilton est un footballeur écossais, né le 13 mars 1994 à Denny en Écosse. Il évolue au poste de gardien de but au Greenock Morton.

## Biographie
Jack Hamilton joue dans quasiment toutes les catégories nationales de jeunes, des moins de 15 ans jusqu'aux espoirs.
Lors de la saison 2016-2017, il participe à la Ligue Europa avec le club de Heart of Midlothian.

## Palmarès
- Champion d'Écosse de D2 en 2015 avec le Heart of Midlothian